# Ujście Południowe
Ujście Południowe – nieczynny przystanek osobowy w Ujściu, w województwie wielkopolskim, w Polsce. Do 1939 roku był to graniczny przystanek po stronie polskiej. W związku z tym, pociągi dojeżdżały tylko do tego miejsca. Został otwarty w 1913 roku. W 1989 roku został na tej linii zawieszony ruch pasażerski